# Robert Bárány
Robert Bárány (22 avril 1876 à Vienne - 8 avril 1936 à Uppsala, Suède) est un médecin de l'empire d'Autriche-Hongrie, d'origine juive hongroise. En 1914, il est lauréat du prix Nobel de physiologie ou médecine « pour son travail en physiologie et pathologie sur l'appareil vestibulaire de l'oreille ». Il est le premier Autrichien à recevoir un prix Nobel.

## Biographie
Il étudie la médecine à l'université de Vienne, obtenant son diplôme en 1900. Alors qu'il exerce la médecine à Vienne, Bárány introduit du fluide à l'aide d'une seringue dans le conduit auditif externe de l'oreille d'un patient pour soulager ses vertiges. Il observe que cette manœuvre  aggrave le vertige et fait apparaître un nystagmus (mouvements saccadés involontaires des yeux) de direction variable selon la température du fluide injecté. Il poursuit cette observation par une série d'expériences sur ce qu'il appellera la « réaction calorique » (voir Test calorique). Ces observations permirent le traitement chirurgical des maladies de l'organe vestibulaire. Bárány a aussi étudié d'autres aspects du contrôle de l'équilibre, dont la fonction du cervelet.
Il a servi comme chirurgien civil dans l'armée austro-hongroise pendant la première Guerre mondiale et fut capturé par les Russes. Lorsqu'on lui attribua le prix Nobel de physiologie ou médecine en 1914, il était prisonnier de guerre. Il fut libéré en  1916 après des négociations diplomatiques menées par le prince Carl de Suède et la Croix-Rouge. Il put alors participer à la cérémonie de remise du prix Nobel en 1916. De 1917 à sa mort, il fut professeur à l'université d'Uppsala.